# 布里安扎地区卡韦纳戈
布里安扎地区卡韦纳戈（義大利語：Cavenago di Brianza）是意大利蒙扎和布里安扎省的一个市镇。总面积4.45平方公里，人口6767人，人口密度1520.7人/平方公里（2009年）。ISTAT代码为015068。